# Jozef Van Eetvelt
Jozef (Jo) Van Eetvelt (Mariekerke, 1 september 1937) is een Belgisch voormalig politicus voor de CVP / CD&V. Hij was senator, volksvertegenwoordiger en burgemeester van Bornem.

## Levensloop
Na zijn studies wijsbegeerte en letteren was Van Eetvelt beroepshalve leraar, ambtenaar en kabinetsmedewerker. Ook was hij administrateur-generaal van het Nationaal Instituut voor Oorlogsinvaliden.
Hij werd voor de CVP na de gemeenteraadsverkiezingen van 1970 gemeenteraadslid van Bornem Hij was van 1971 tot 2010 burgemeester. In 2010 trad hij af als burgemeester en enkele maanden later trad hij ook af als voorzitter en lid van de gemeenteraad.
Bovendien zetelde hij van 1985 tot 1991 in de Senaat: van 1985 tot 1987 als provinciaal senator voor Antwerpen en van 1987 tot 1991 als rechtstreeks gekozen senator voor het kiesarrondissement Mechelen-Turnhout. Daarna zetelde hij van 1991 tot 2003 in de Kamer van volksvertegenwoordigers. In de periode februari 1988-mei 1995 had hij als gevolg van het toen bestaande dubbelmandaat ook zitting in de Vlaamse Raad.
Hij is de vader van Karel Van Eetvelt.
Hij had in Bornem de bijnaam Jef Beton, omwille van de vele verwezenlijkingen binnen de gemeente (zwembad, cultureel centrum, ...).